# Saint-Marcel-Paulel

Saint-Marcel-Paulel este o comună în departamentul Haute-Garonne din sudul Franței. În 2009 avea o populație de 442 de locuitori.

## Evoluția populației
| An        | 1975 | 1982 | 1990 | 1999 | 2006 | 2009 |
| --------- | ---- | ---- | ---- | ---- | ---- | ---- |
| Populație | 215  | 277  | 345  | 401  | 438  | 442  |

## Monumente

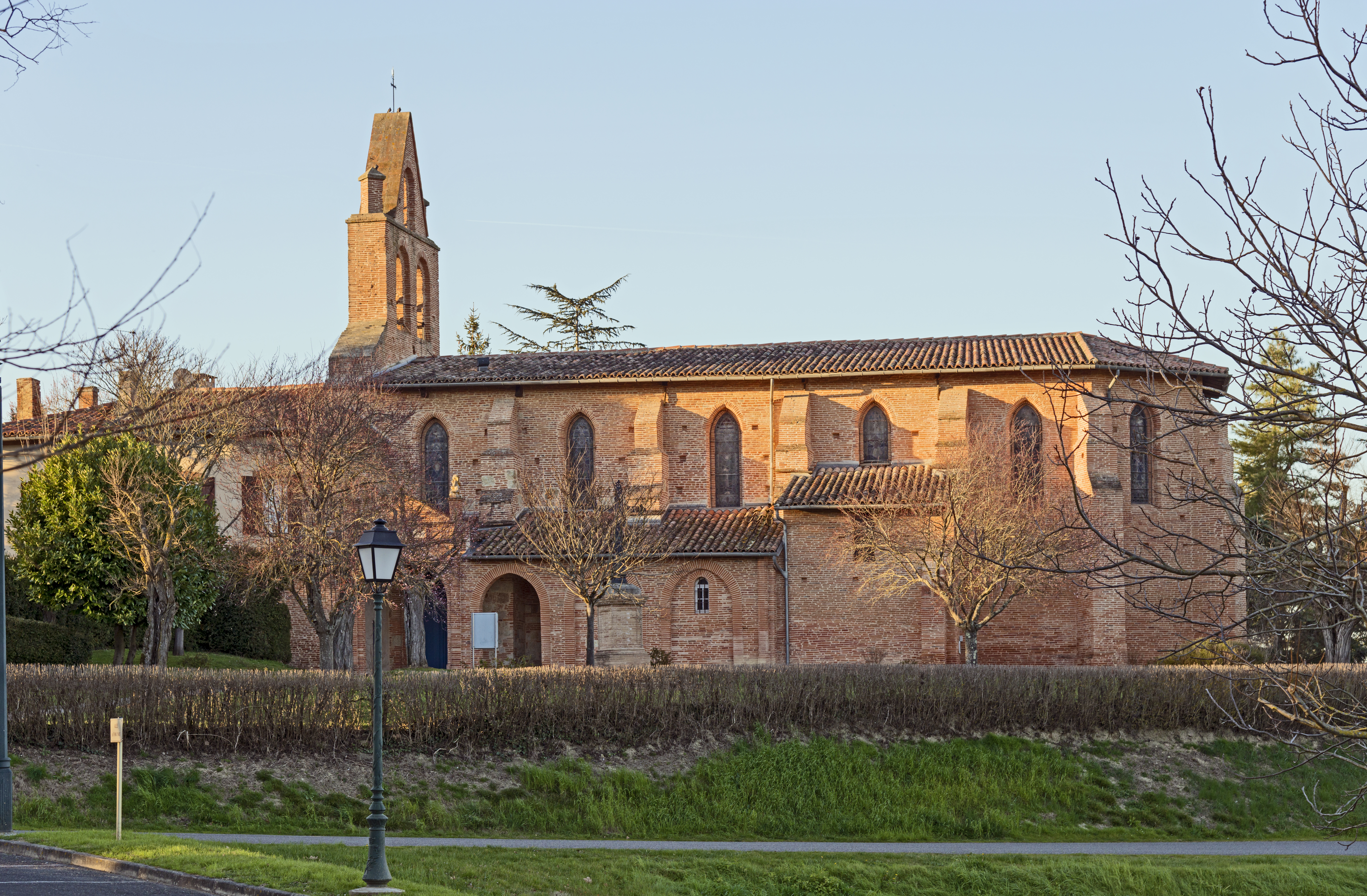
Biserica Saint-Pierre
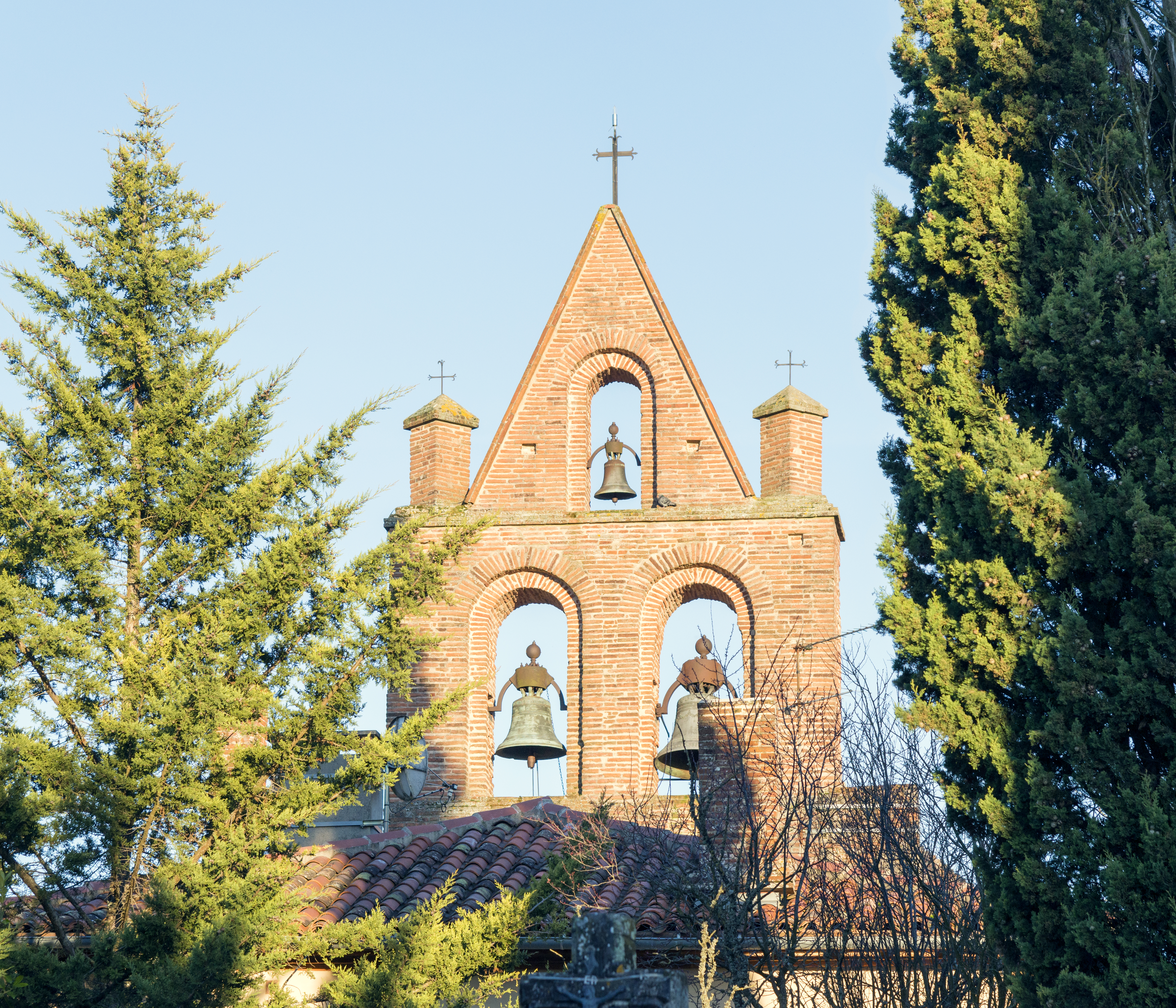
Biserica Saint-Pierre
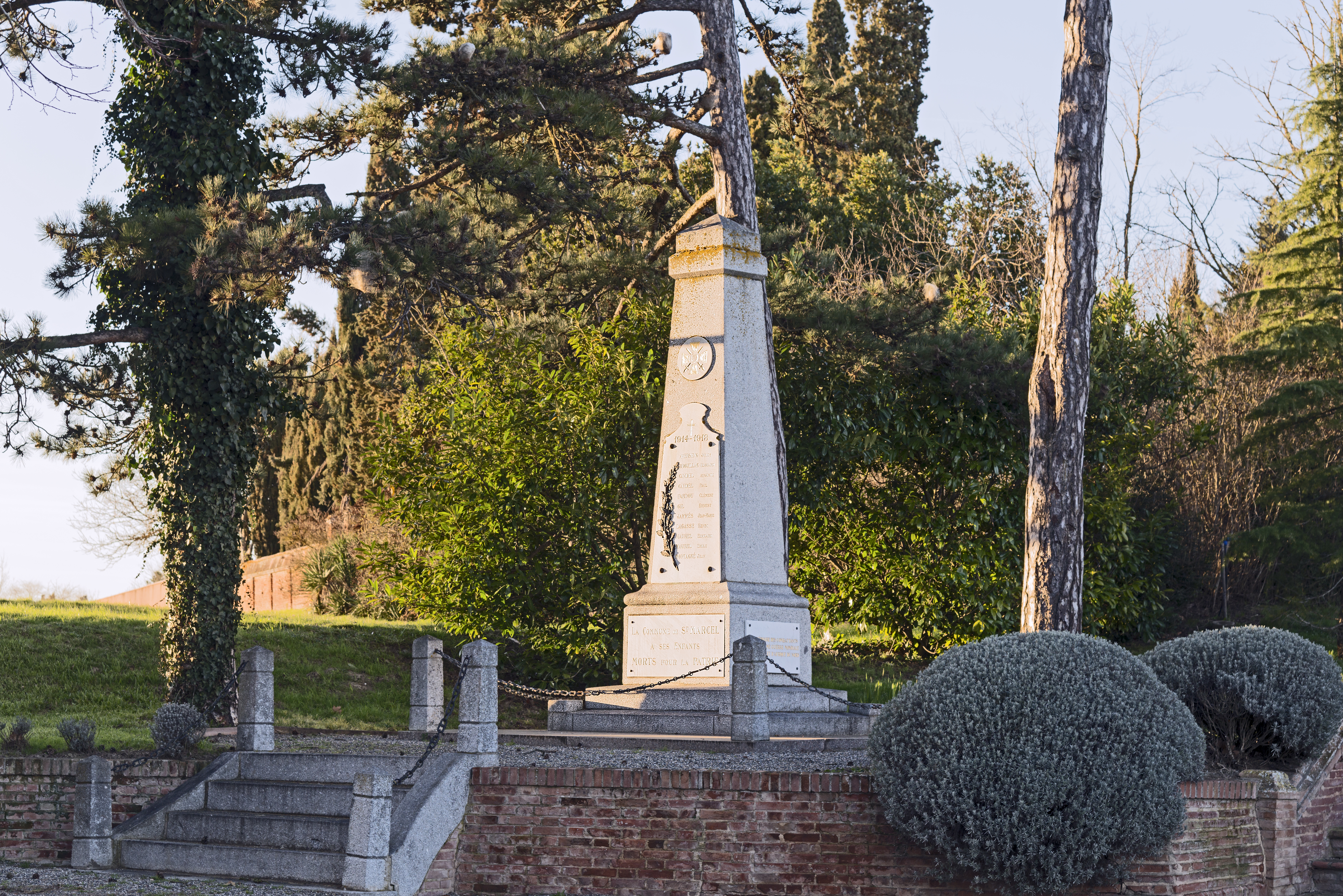